# Хорша

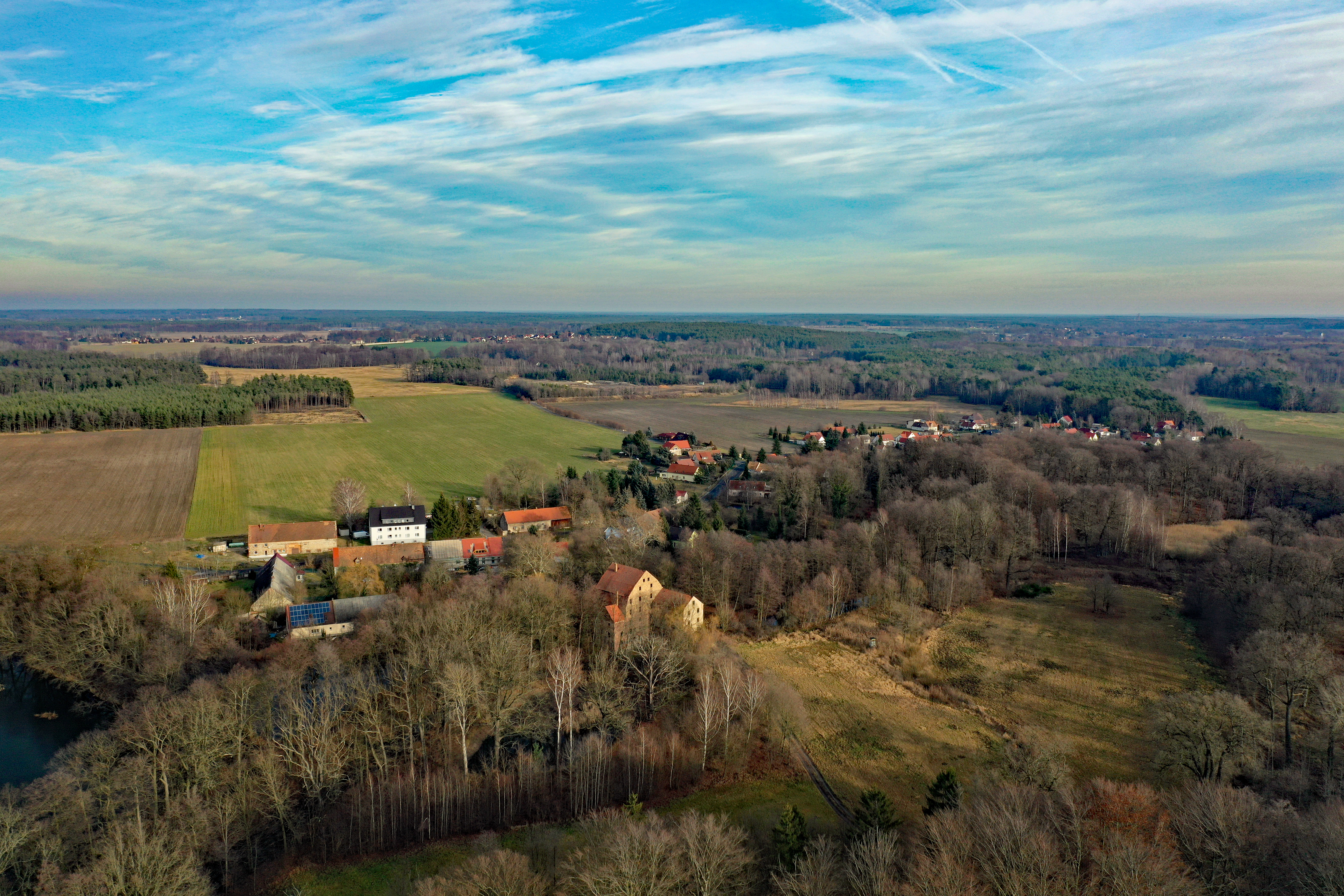

Хо́рша или Го́ршов (нем. Horscha; в.-луж.  Hóršow) — деревня в Верхней Лужице, Германия. Входит в состав коммуны Квицдорф-ам-Зе района Гёрлиц в земле Саксония. Подчиняется административному округу Дрезден.

## География
Находится на правом берегу реки Чорны-Шепс (Шварце-Шёпс), на восточной границе биосферного заповедника «Пустоши и озёра Верхней Лужицы». Через деревню проходит автомобильная дорога S121.
Соседние населённые пункты: на северо-востоке — деревня Гозница, на востоке — деревня Вугельц (в границах города Ниски), на юго-востоке — деревня Спрёйцы, на юго-западе — деревня Каментна-Вольшинка, на западе — деревни Липинки, Долга-Боршч-Вуход, Долга-Боршч коммуны Мюка и на северо-западе — административный центр коммуны Мюка.

## История
Впервые упоминается в 1451 году под наименованием Hursche. Во время нацистского режима называлась как Zischelmühle (1936—1947).
В настоящее время деревня входит в состав культурно-территориальной автономии «Лужицкая поселенческая область», на территории которой действуют законодательные акты земель Саксонии и Бранденбурга, содействующие сохранению лужицких языков и культуры лужичан.
Исторические немецкие наименования
- Hursche, 1451
- Horysschaw, 1483
- Hersche, 1551
- Horscha, 1768
- Hörsche, 1777
- Zischelmühle (1936—1947)

## Население
Официальным языком в населённом пункте, помимо немецкого, является также верхнелужицкий язык.
Согласно статистическому сочинению «Dodawki k statisticy a etnografiji łužickich Serbow» Арношта Муки в 1884 году в деревне проживало 150 человек (из них — 140 серболужичанина.
| 1825 | 1871 | 1885 | 1905 | 1925 | 1939 | 1946 | 1999 | 2002 | 2014 |
| ---- | ---- | ---- | ---- | ---- | ---- | ---- | ---- | ---- | ---- |
| 124  | 132  | 147  | 131  | 152  | 141  | 181  | 143  | 123  | 106  |